# Белавина, Нонна Сергеевна
Но́нна Серге́евна Бела́вина (в замужестве Миклашевская; 27 апреля 1915 года, Евпатория — 24 августа 2004 года, штат Нью-Йорк) — русская зарубежная поэтесса и общественная деятельница первой волны эмиграции.

## Биография
Нонна Сергеевна Белавина родилась 27 апреля 1915 года в Евпатории. После 1920 года вместе с семьёй находилась в эмиграции в Константинополе. Затем в 1922 году перебралась в Югославию. В 1941 году, во время Второй Мировой войны, отец будущей поэтессы, Сергей Белавин, рукоположенный до этого в сан русского православного священника, был мученически убит.
Образование Белавина получила в Мариинском донском институте, затем училась на заочном отделении юридического факультета Белградского университета, после смерти матери и переезда в Белград продолжила обучение на очном факультете. Параллельно работала в городском суде провинциального города Жагубица. Во время войны поступила в белградский Русский Драматический театр, и вскоре заняла должность помощника режиссёра и вышла замуж за артиста и режиссёра О. П. Миклашевского.
В 1944 Миклашевские эмигрировали в Западную Германию, в 1949 — в США. Там Белавина окончила курсы для чертёжников, и вплоть до выхода на пенсию работала чертёжницей. Несмотря на основную профессию, активно занималась общественной деятельностью, в составе благотворительных организаций оказывала помощь бывшим институткам и институтскому персоналу Мариинского донского института. В 1977 году имя Нонны Сергеевны Белавиной было внесено в энциклопедию «Кто есть кто в интернациональной поэзии» (Кембридж, Англия). В 1980 году она стала членом Академии имени Леонардо да Винчи в Риме.
Скончалась Нонна Сергеевна Белавина 24 августа 2004 года в возрасте 89 лет в штате Нью-Йорк, США. Похоронена на кладбище города Рослин, Лонг-Айленд.

## Творчество
Литературный дебют поэтессы состоялся в 1928 году. Стихотворения Белавиной публиковались в мюнхенских периодических изданиях «Явь и быль», «Обозрение» и «Мосты», журналах «Современник» (Торонто), «Возрождение» (Париж), альманахе «Перекрёстки». Перу Нонны Сергеевны принадлежат сборники «Синий мир» (1961), «Земное счастье» (1966), «Утверждение» (1974) и «Стихи» (1985). Стихи поэтессы вошли в антологии «Вернуться в Россию стихами» (Москва, 1995) и «Мы жили тогда на планете другой…» (т. 4; Москва, 1997).
В первый сборник Белавиной «Синий Мир» вошли ранние стихотворения и стихотворения, посвящённые войне и началу новой жизни. Последующие сборники затрагивают те же темы, но в стихотворениях прослеживается рука зрелого поэта. Всё творчество Белавиной не лишено индивидуальности, её «почерку» свойственны простота и доходчивость.

## Семья
- Олег Петрович Миклашевский — муж (1903—1992);
- Игорь Олегович Белавин — сын;
- Наталия и Елена — внучки; два правнука.